# Franciszek Turek (kapral)
Franciszek Turek (ur. 23 września 1895 w Marcyporębie, zm. w czerwcu 1918?) – podoficer Legionów Polskich, kawaler Orderu Virtuti Militari.

## Życiorys
Urodził się 23 września 1895 w miejscowości Marcyporęba, w rodzinie Stanisława i Franciszki z domu Ciepła. Uczęszczał do szkoły średniej w której ukończył 4 klasy. Od 1912 członek Strzelca.
6 sierpnia 1914 wstąpił w szeregi Legionów Polskich w których otrzymał przydział do 1 kompanii w 1 pułku piechoty Legionów. 23 maja 1915 był dowódcą patrolu bojowego. Kiedy doszli pod dwór w wiosce Przepiórów, jego patrol natknął się na swojej drodze na placówkę bolszewicką. Po krótkiej walce żołnierze rosyjscy zostali unieszkodliwieni. W grudniu 1916 podczas walk pod Stowyhorożem udaremnił atak Rosjan, którzy nocą chcieli zaatakować pozycje I baonu i wraz z kilkoma ludźmi zmusił wroga do wycofania się. Za czyny te został odznaczony Krzyżem Srebrnym Orderu Virtuti Militari. 1 października 1916 został awansowany na stopień kaprala.
Wcielony w 1917 po kryzysie przysięgowym w szeregi armii austriackiej z którą został wysłany na front przeciwwłoski. Zmarł we Włoszech, a miejsce pochówku jest nieznane. Rodziny nie założył.

## Ordery i odznaczenia
- Krzyż Srebrny Orderu Virtuti Militari (nr 7236)[1][3]